# Xã South Strabane, Quận Washington, Pennsylvania
Xã South Strabane (tiếng Anh: South Strabane Township) là một xã thuộc quận Washington, tiểu bang Pennsylvania, Hoa Kỳ. Năm 2010, dân số của xã này là 9.346 người.